# Matthew Boldy
Matthew Boldy, dit Matt Boldy, (né le 5 avril 2001 à Millis, dans l'État du Massachusetts, aux États-Unis) est un joueur américain de hockey sur glace. Il évolue à la position d'ailier gauche.

## Biographie
Matthew Boldy a récolté 81 points en 64 matchs (Exhibition et USHL) lors de la saison 2018-2019 avec l'Équipe nationale de développement des États-Unis.
Il est classé au 9e rang chez les joueurs nord-américains dans le classement final de la Centrale de recrutement de la LNH en vue du repêchage d'entrée dans la LNH 2019. Le 21 juin, il est repêché en 1er ronde, 12e choix au total, par le Wild du Minnesota.
Il commence sa carrière universitaire en 2019-2020 avec Boston College dans la Hockey East.
En 2021, il passe professionnel avec le Wild de l'Iowa, club ferme de Minnesota dans la Ligue américaine de hockey.
Le 6 janvier 2022, il joue son premier match dans la Ligue nationale de hockey avec le Wild du Minnesota face aux Bruins de Boston et marque son premier but.

## Statistiques

### En club
| Saison     | Équipe            | Ligue      |     | Saison régulière | Saison régulière | Saison régulière | Saison régulière | Saison régulière |   | Séries éliminatoires | Séries éliminatoires | Séries éliminatoires | Séries éliminatoires | Séries éliminatoires |
| Saison     | Équipe            | Ligue      | PJ  | B                | A                | Pts              | Pun              | PJ               | B | A                    | Pts                  | Pun                  |                      |                      |
| 2017-2018  | USNTDP            | USHL       | 34  | 12               | 23               | 35               | 14               | 8                | 4 | 4                    | 8                    | 8                    |                      |                      |
| 2018-2019  | USNTDP            | USHL       | 28  | 17               | 26               | 43               | 16               | -                | - | -                    | -                    | -                    |                      |                      |
| 2019-2020  | Boston College    | HE         | 34  | 9                | 17               | 26               | 8                | -                | - | -                    | -                    | -                    |                      |                      |
| 2020-2021  | Boston College    | HE         | 22  | 11               | 20               | 31               | 4                | -                | - | -                    | -                    | -                    |                      |                      |
| 2020-2021  | Wild de l'Iowa    | LAH        | 14  | 6                | 12               | 18               | 2                | -                | - | -                    | -                    | -                    |                      |                      |
| 2021-2022  | Wild de l'Iowa    | LAH        | 10  | 4                | 6                | 10               | 6                | -                | - | -                    | -                    | -                    |                      |                      |
| 2021-2022  | Wild du Minnesota | LNH        | 47  | 15               | 24               | 39               | 10               | 6                | 1 | 0                    | 1                    | 4                    |                      |                      |
| 2022-2023  | Wild du Minnesota | LNH        | 81  | 31               | 32               | 63               | 39               | 6                | 0 | 3                    | 3                    | 4                    |                      |                      |
| 2023-2024  | Wild du Minnesota | LNH        | 75  | 29               | 40               | 69               | 48               | -                | - | -                    | -                    | -                    |                      |                      |
| Totaux LNH | Totaux LNH        | Totaux LNH | 203 | 75               | 96               | 171              | 97               | 12               | 1 | 3                    | 4                    | 8                    |                      |                      |

### En équipe nationale
| Année | Équipe             | Compétition                  |   | PJ | B | A  | Pts | Pun                |  | Résultat |
| 2017  | États-Unis -17 ans | Défi mondial -17 ans         | 6 | 3  | 6 | 9  | 2   | Médaille d'or      |  |          |
| 2019  | États-Unis -18 ans | Championnat du monde -18 ans | 7 | 3  | 9 | 12 | 0   | Médaille de bronze |  |          |
| 2021  | États-Unis junior  | Championnat du monde junior  | 7 | 5  | 2 | 7  | 2   | Médaille d'or      |  |          |
| 2022  | États-Unis         | Championnat du monde         | 5 | 1  | 2 | 3  | 2   | 4e place           |  |          |
| 2024  | États-Unis         | Championnat du monde         | 8 | 6  | 8 | 14 | 2   | 5e place           |  |          |
| 2025  | États-Unis         | Confrontation des 4 nations  | 4 | 1  | 2 | 3  | 2   | Finalistes         |  |          |